# Cycas segmentifida
Cycas segmentifida är en kärlväxtart som beskrevs av D.Yue Wang och C.Y. Deng. Cycas segmentifida ingår i släktet Cycas, och familjen Cycadaceae. IUCN kategoriserar arten globalt som sårbar. Inga underarter finns listade i Catalogue of Life.